# 회전 불변성
수학에서 내적 공간에 정의된 함수는 인수에 임의의 회전을 적용해도 값이 변하지 않으면 회전 불변성(영어: Rotational invariance)을 가진다고 한다.

## 수학

### 함수
예를 들어, 함수
{\displaystyle f(x,y)=x^{2}+y^{2}}
는 원점을 중심으로 한 평면의 회전에 대해 불변이다. 왜냐하면 어떤 각 θ를 통해 회전된 좌표계에 대해
{\displaystyle x'=x\cos \theta -y\sin \theta }
{\displaystyle y'=x\sin \theta +y\cos \theta }
항들의 소거 후 함수는 정확히 동일한 형태를 취하기 때문이다.
{\displaystyle f(x',y')={x}^{2}+{y}^{2}}
좌표의 회전은 회전변환행렬을 사용하여 행렬 형태로 표현할 수 있다.
{\displaystyle {\begin{bmatrix}x'\\y'\\\end{bmatrix}}={\begin{bmatrix}\cos \theta &-\sin \theta \\\sin \theta &\cos \theta \\\end{bmatrix}}{\begin{bmatrix}x\\y\\\end{bmatrix}},}
또는 기호적으로 x′ = Rx. 기호적으로, 두 실수 변수의 실수값 함수의 회전 불변성은 다음과 같다.
{\displaystyle f(\mathbf {x} ')=f(\mathbf {Rx} )=f(\mathbf {x} )}
다시 말해, 회전된 좌표의 함수는 초기 좌표와 정확히 동일한 형태를 취하며, 유일한 차이점은 회전된 좌표가 초기 좌표를 대체한다는 것이다. 세 개 이상의 실수 변수를 가진 실수값 함수의 경우, 이 표현은 적절한 회전 행렬을 사용하여 쉽게 확장된다.
이 개념은 하나 이상의 변수를 가진 벡터 함수 f에도 확장된다.
{\displaystyle \mathbf {f} (\mathbf {x} ')=\mathbf {f} (\mathbf {Rx} )=\mathbf {f} (\mathbf {x} ).}
위의 모든 경우에서 인자(여기서는 명확성을 위해 "좌표"라고 함)가 회전되는 것이지, 함수 자체가 회전되는 것은 아니다.

### 연산자
실직선 {\displaystyle \mathbb {R} }의 부분집합 X에서 자기 자신으로 요소를 매핑하는 함수
{\displaystyle f:X\rightarrow X,}
의 경우, 회전 불변성은 함수가 X의 요소들의 회전과 교환된다는 것을 의미할 수도 있다. 이는 그러한 함수에 작용하는 연산자에도 적용된다. 예를 들어 2차원 라플라스 연산자는 다음과 같다.
{\displaystyle \nabla ^{2}={\frac {\partial ^{2}}{\partial x^{2}}}+{\frac {\partial ^{2}}{\partial y^{2}}},}
이 연산자는 함수 f에 작용하여 다른 함수 ∇2f를 얻는다. 이 연산자는 회전에 대해 불변이다.
g가 g(p) = f(R(p)) 함수이고 R이 임의의 회전이라면, (∇2g)(p) = (∇2f )(R(p))이다. 즉, 함수를 회전하는 것은 단순히 그 라플라시안을 회전하는 것이다. 

## 물리학
물리학에서 시스템이 공간에서 어떻게 놓여 있든 상관없이 동일하게 동작한다면, 그 라그랑주 함수는 회전 불변이다. 뇌터 정리에 따르면, 물리 시스템의 작용(라그랑주 함수의 시간에 대한 적분)이 회전에 대해 불변이라면 각운동량이 보존된다.

### 양자역학에 대한 응용
양자역학에서 회전 불변성은 회전 후에도 새로운 시스템이 여전히 슈뢰딩거 방정식을 따른다는 속성이다. 즉,
{\displaystyle [R,E-H]=0}
모든 회전 R에 대해 성립한다. 회전은 시간에 명시적으로 의존하지 않으므로, 에너지 연산자와 교환한다. 따라서 회전 불변성을 위해서는 [R, H] = 0이 성립해야 한다.
각도 dθ만큼의 미소 회전(이 예에서는 xy-평면에서; 다른 어떤 평면에서도 유사하게 할 수 있음)에 대해 (미소) 회전 연산자는 다음과 같다.
{\displaystyle R=1+J_{z}d\theta \,,}
그러면
{\displaystyle \left[1+J_{z}d\theta ,{\frac {d}{dt}}\right]=0\,,}
따라서
{\displaystyle {\frac {d}{dt}}J_{z}=0\,,}
다시 말해 각운동량이 보존된다.

## 같이 보기
- 선대칭
- 불변 측도
- 등방성
- 맥스웰 정리
- 회전대칭